# L-Imdina
L-Imdina — ou plus simplement Mdina — et distinguée du titre de Città Notabile, est la moins peuplée des localités de Malte avec environ 300 habitants, d'où son surnom de The Silent City (La cité silencieuse), située dans le centre de Malte, lieu d'un conseil local (Kunsilli Lokali) compris dans la région (Reġjun) Ċentrali. La ville a une atmosphère calme et paisible.

## Origine
Fondée par les Phéniciens comme centre de commerce, au centre de l'île le plus loin de la mer, Mdina a été occupée par les Arabes. Ceux-ci l'ont divisée par un fossé, parce qu'ils la trouvaient trop grande pour être fortifiée, en deux villes distinctes : Mdina « la ville » et Ir-Rabat, terme qui désigne un faubourg en langue maltaise.

### Toponymie
Mdina vient de l'arabe médina qui signifie « ville ».

#### Différents noms
Les différents noms de Mdina ont été Malet, Melita, Città Notabile, Città Veccha, Rabat, Mdina et L-Imdina. Par extension, Mdina était souvent appelée la "ville de Malte".

### Église
L'église paroissiale est la cathédrale Saint-Paul, siège de l'évêque de Malte.
Plusieurs autres églises sont situées à Mdina, notamment :
- l'église Notre-Dame-de-Lumière ;
- la chapelle San Pietru fil-Ktajjen.

## Histoire

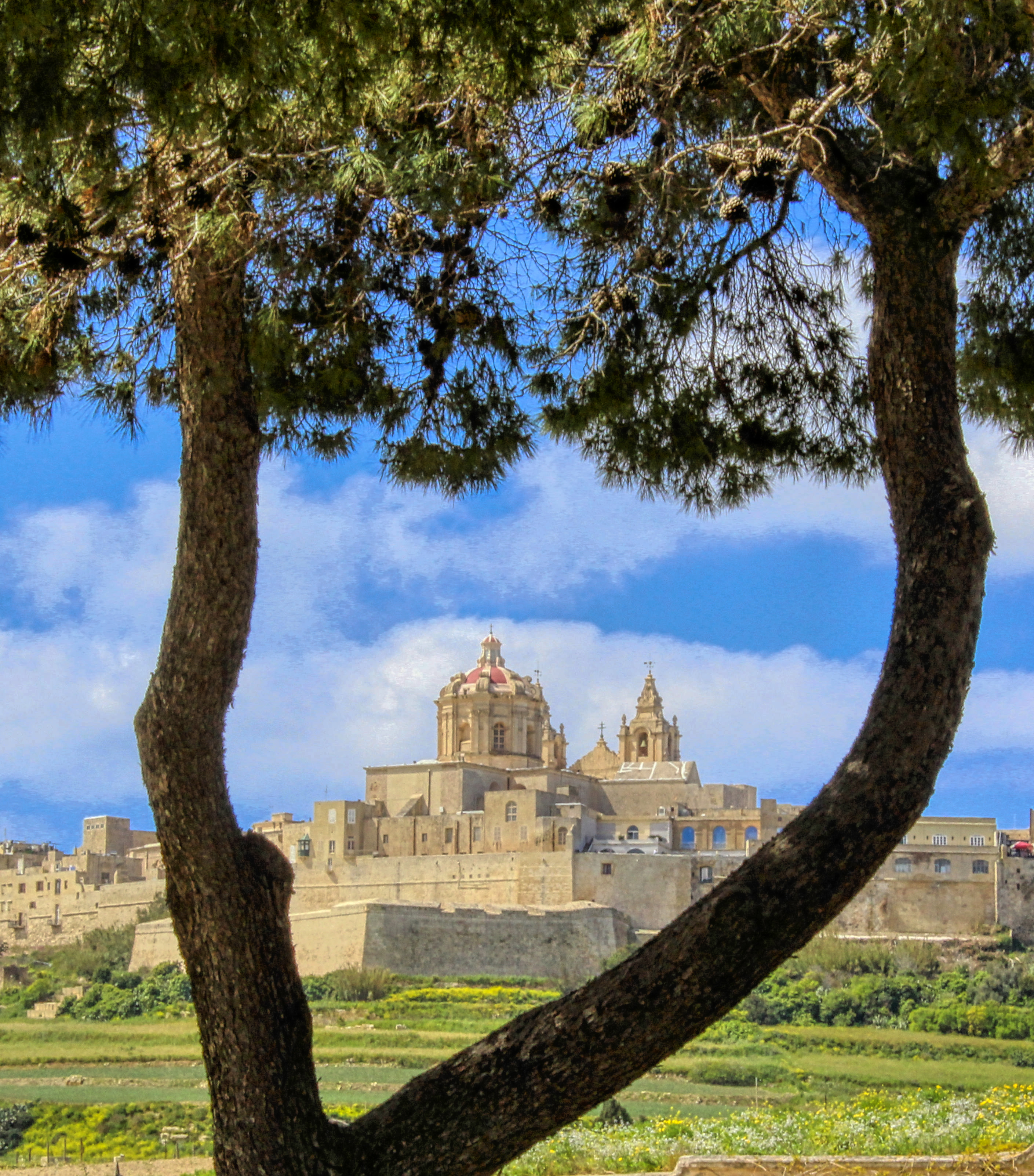
L-Imdina, l'ancienne capitale.

Après les Arabes, les Normands ont conquis Mdina, puis la ville avec les îles sont rattachées à la couronne des Deux-Siciles. Mdina est la capitale de l'île et le lieu d'implantation de l'Università, une assemblée populaire.
En 1530, Malte est confiée par Charles Quint aux Hospitaliers de l'ordre de Saint-Jean de Jérusalem. Les Hospitaliers installent leur couvent à Birgu faisant de cette ville la nouvelle capitale de l'archipel, les notables maltais, l'évêque et l'Università restent cependant implantés à Mdina.
Avec la fondation de La Valette, en 1566, tous les pouvoirs hospitaliers et populaires se regroupent à La Vallette, nouvelle capitale de l'archipel.
En 1693, un terrible tremblement de terre dévasta l'Est de la Sicile et Malte fut également touchée, dont Mdina. Beaucoup d'édifices furent détruits. Les remparts et la ville furent restaurés par un architecte français, Charles François de Mondion, sous les ordres du Grand maître António Manoel de Vilhena, alors que la cathédrale Saint-Paul, détruite elle aussi, fut rebâtie par l'architecte maltais Lorenzo Gafa.
Plus tard, Napoléon prend le contrôle de la ville, mais sa garnison est massacrée par un soulèvement populaire. Les Maltais appellent à l'aide les Anglais, qui prennent le contrôle de l'île et chassent les Français.

## Géographie
Située sur un éperon rocheux surplombant la plaine nord de l'île, la ville offre un point de vue remarquable.
| L-Imtarfa | Ir-Rabat | Ħ'Attard   |
| Ir-Rabat  | L-Imdina | Ħ'Attard   |
| Ir-Rabat  | Ir-Rabat | Ħaż-Żebbuġ |

## Patrimoine et culture
Cette ville fortifiée comporte trois portes. La plus ancienne est la porte des Grecs, puis la Porte des Anglais, construite par les Britanniques afin de pouvoir rejoindre la gare de la seule ligne de chemin de fer de Malte (aujourd'hui fermée), ainsi que la monumentale porte principale, ou Porta Reale, conçue par l'ingénieur français Charles François de Mondion en 1724. Entre Mdina et Rabat, on peut visiter la Domus Romana, ancienne domus romaine datée du Ier siècle av. J.-C.

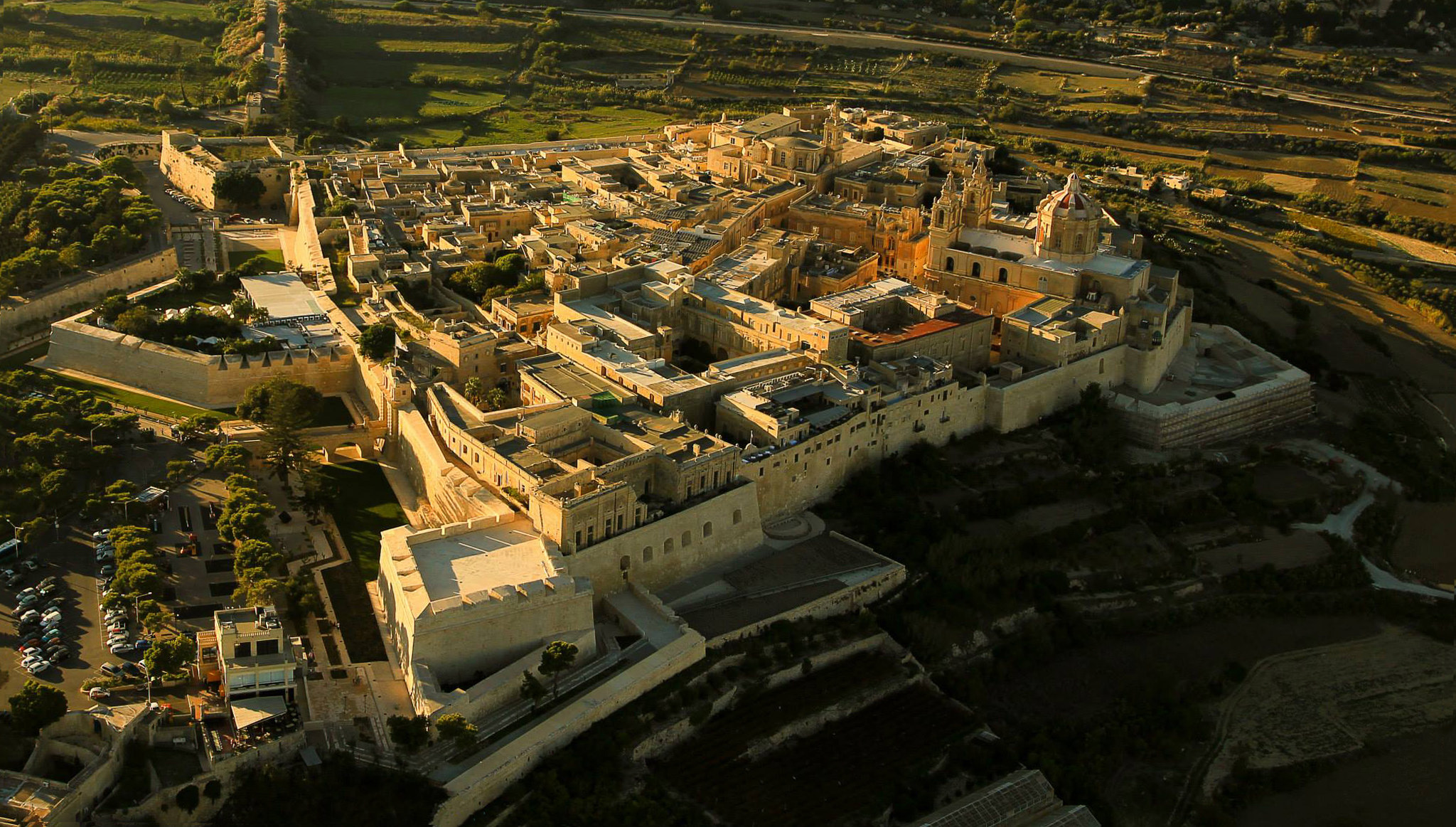
Vue aérienne.
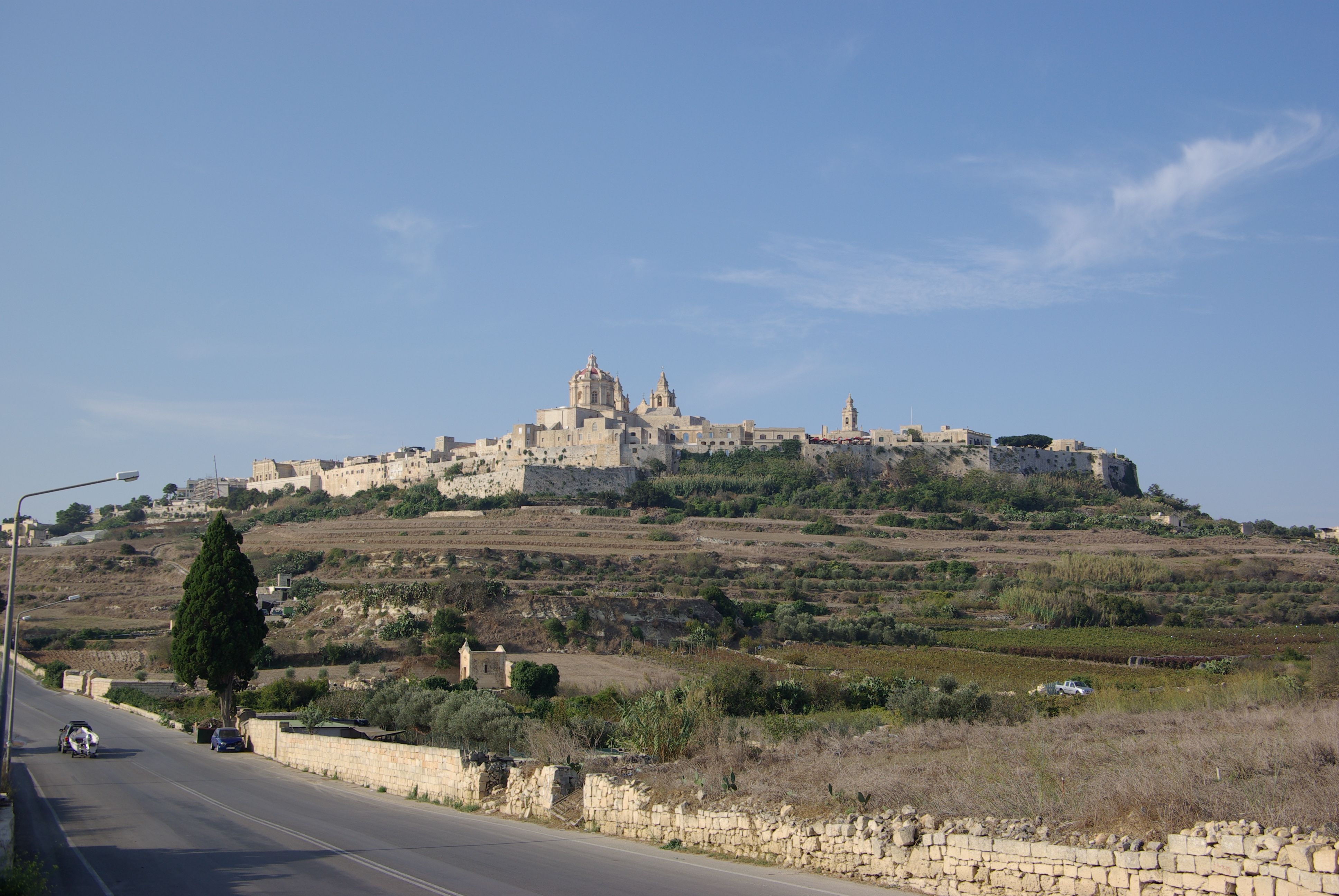
Vue générale de Mdina.
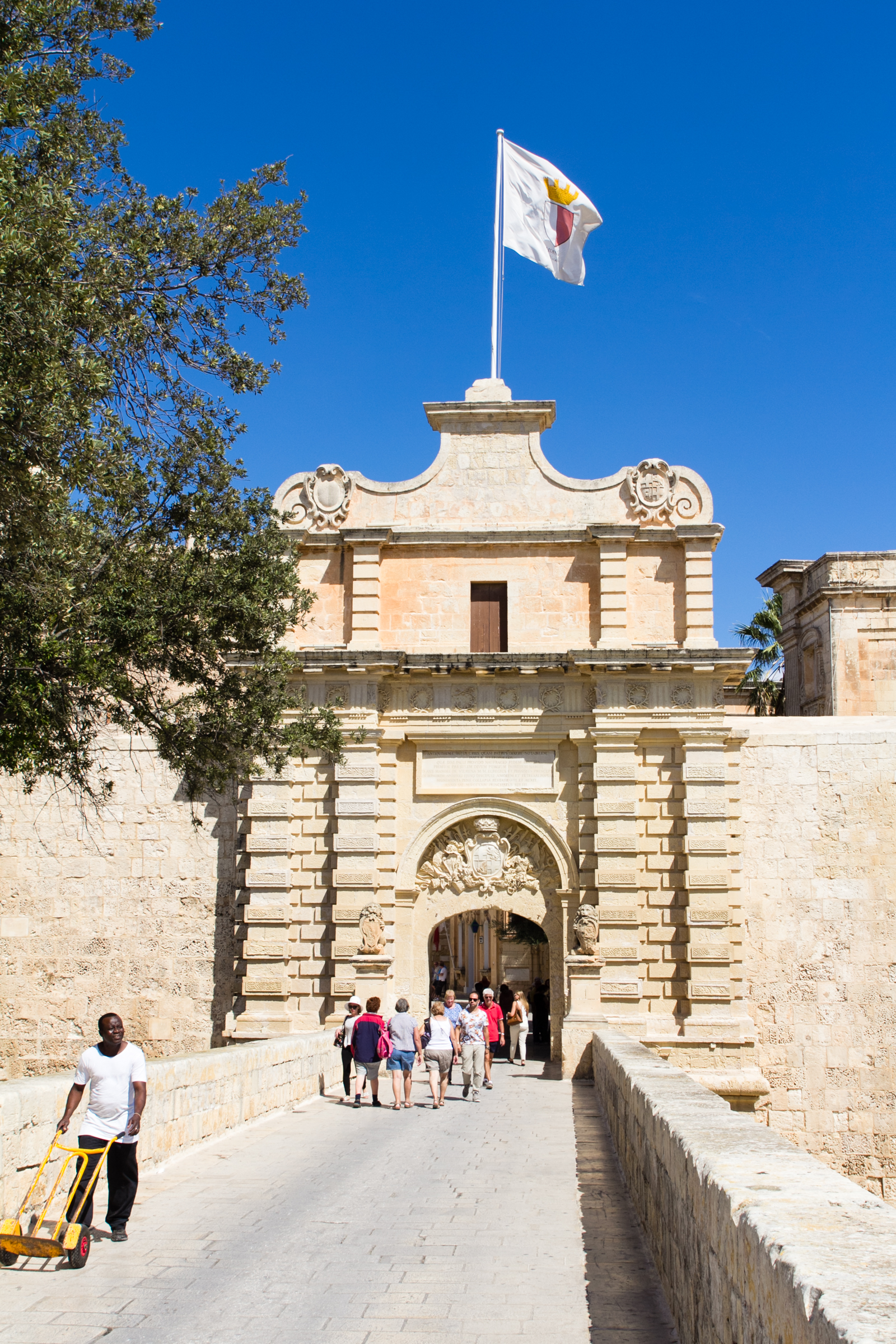
Porte principale.
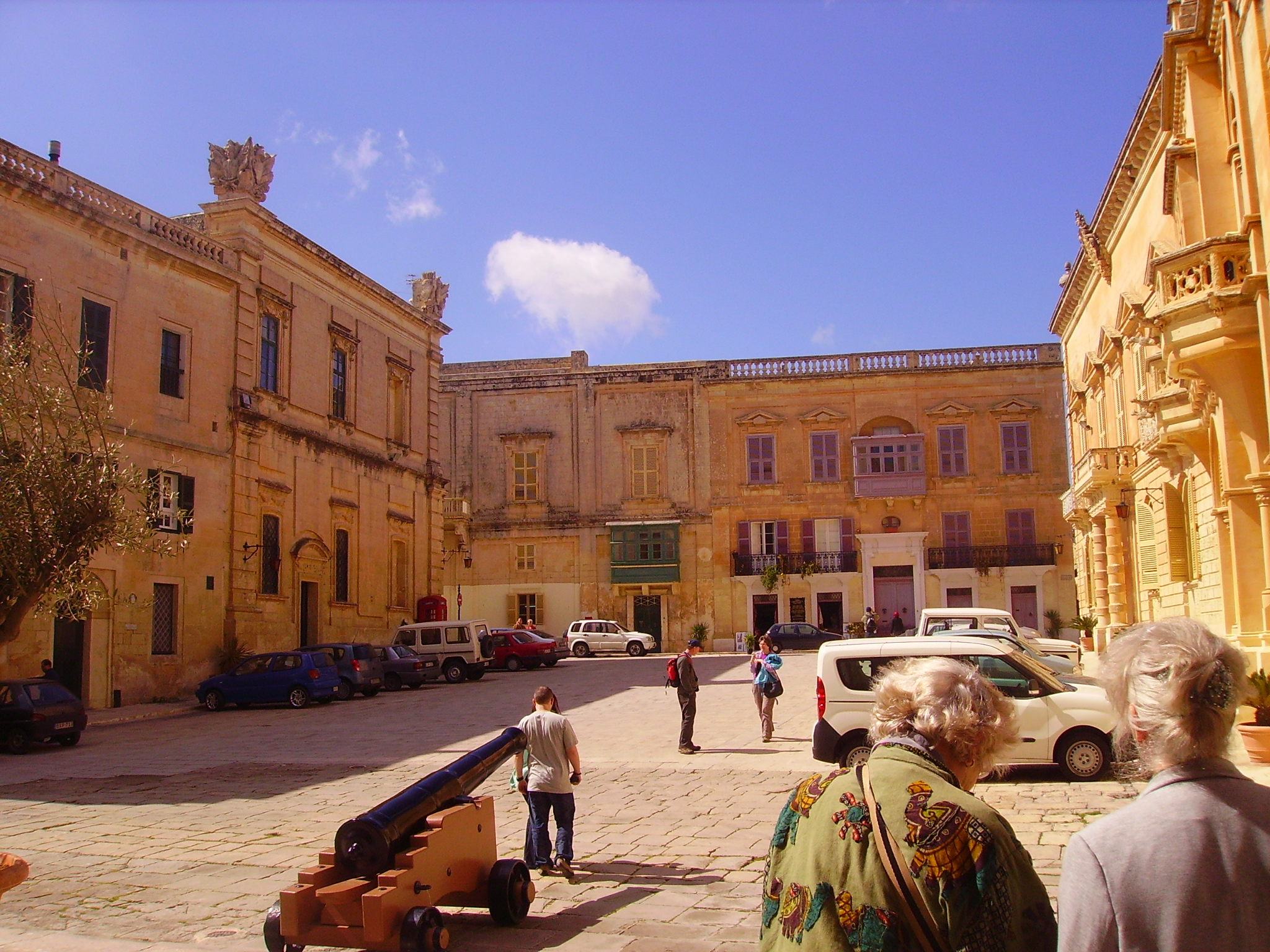
Place de la Cathédrale.
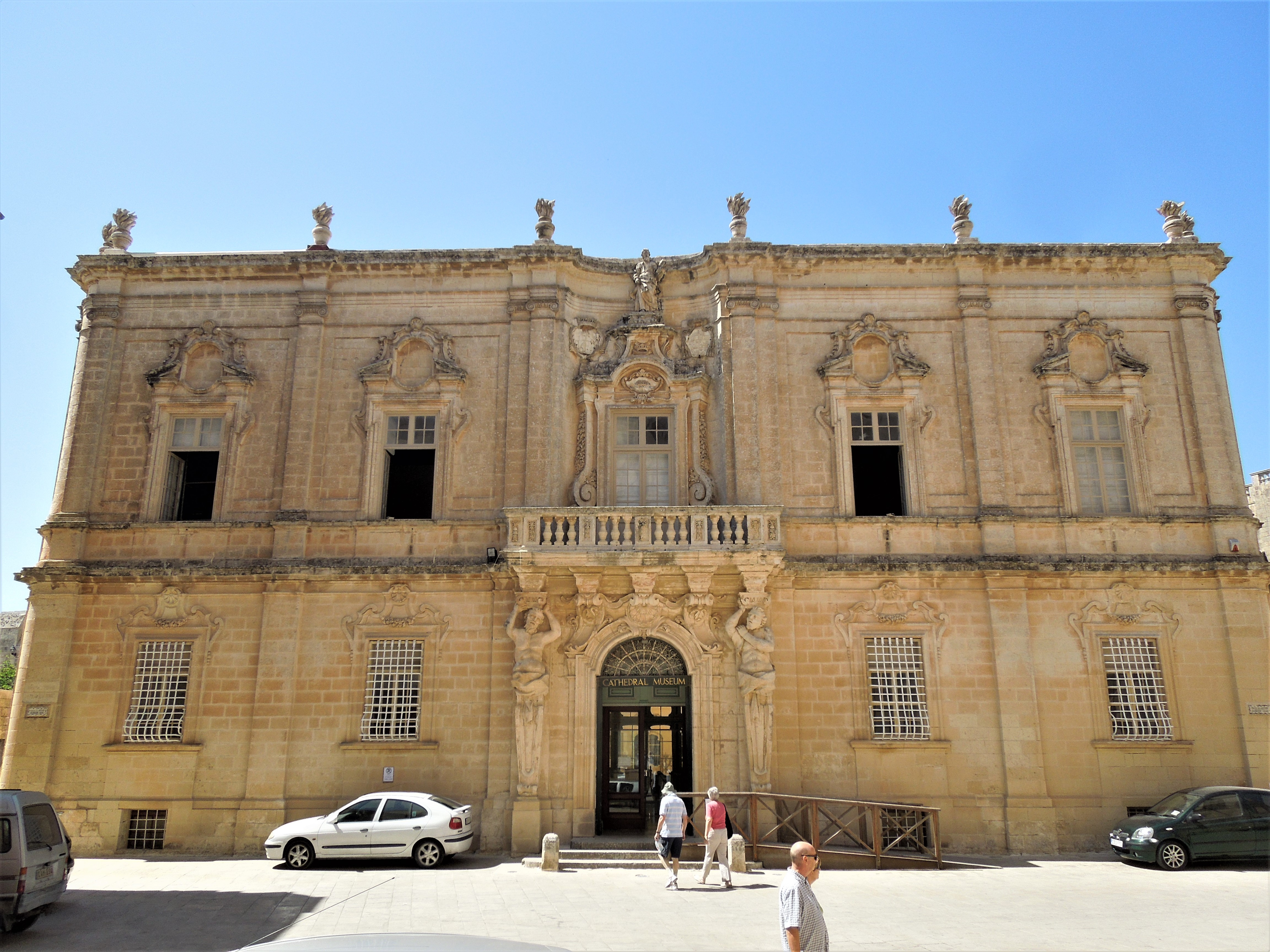
Musée de la cathédrale.
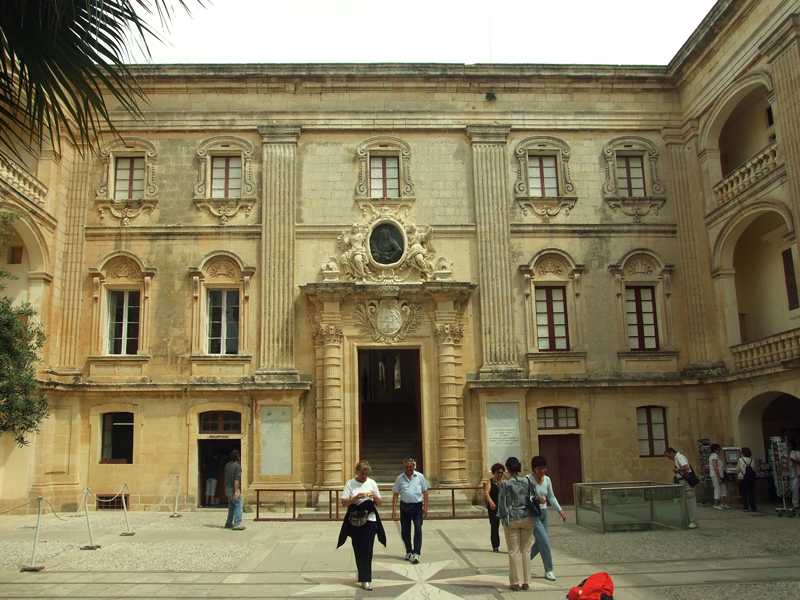
Palais Vilhena.
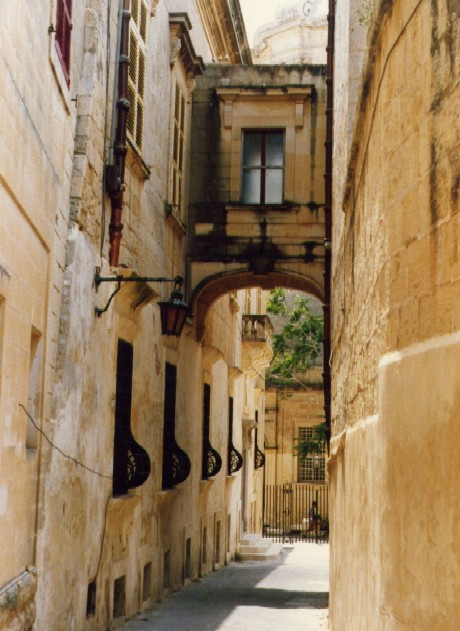
Ruelle.
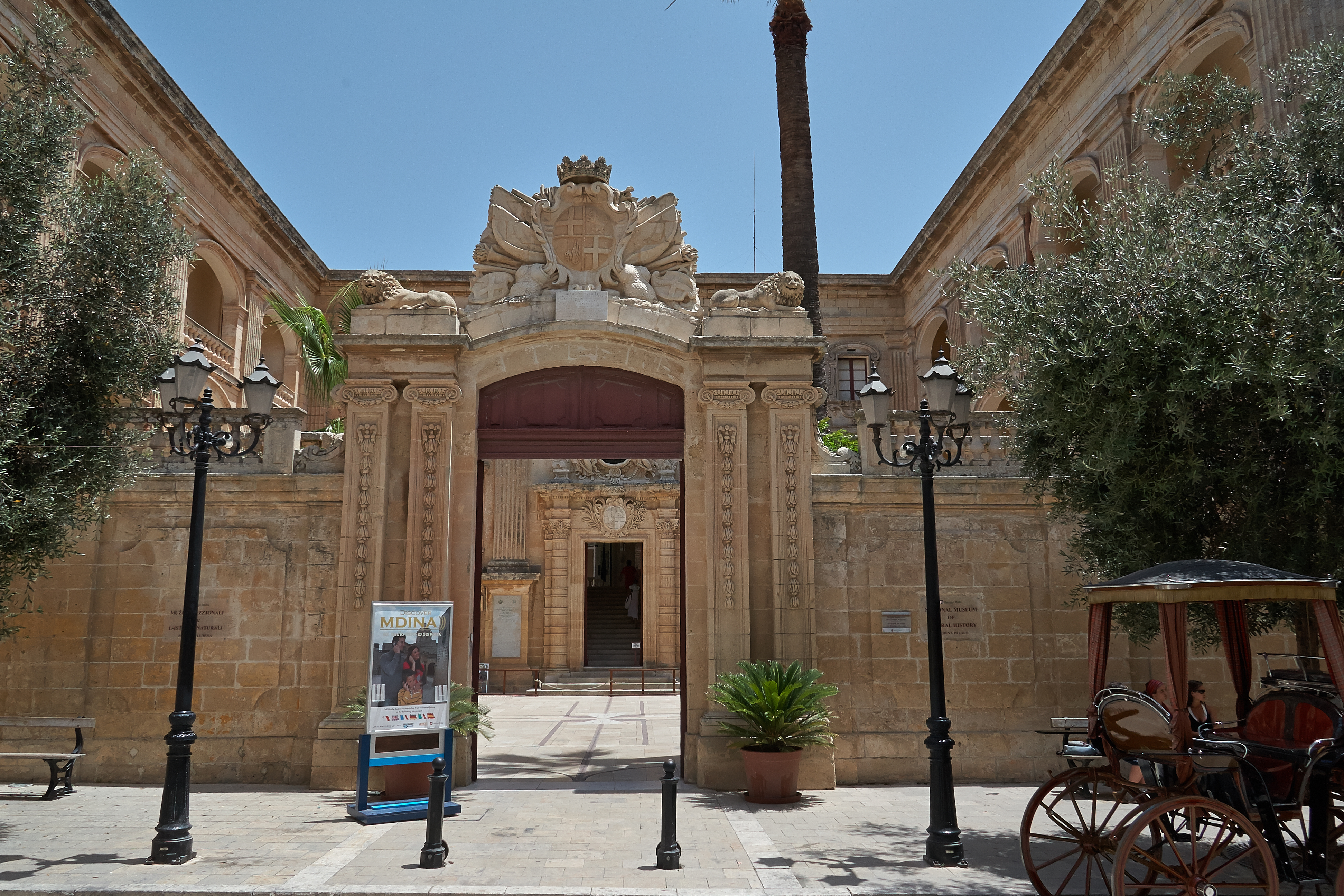
Palais.
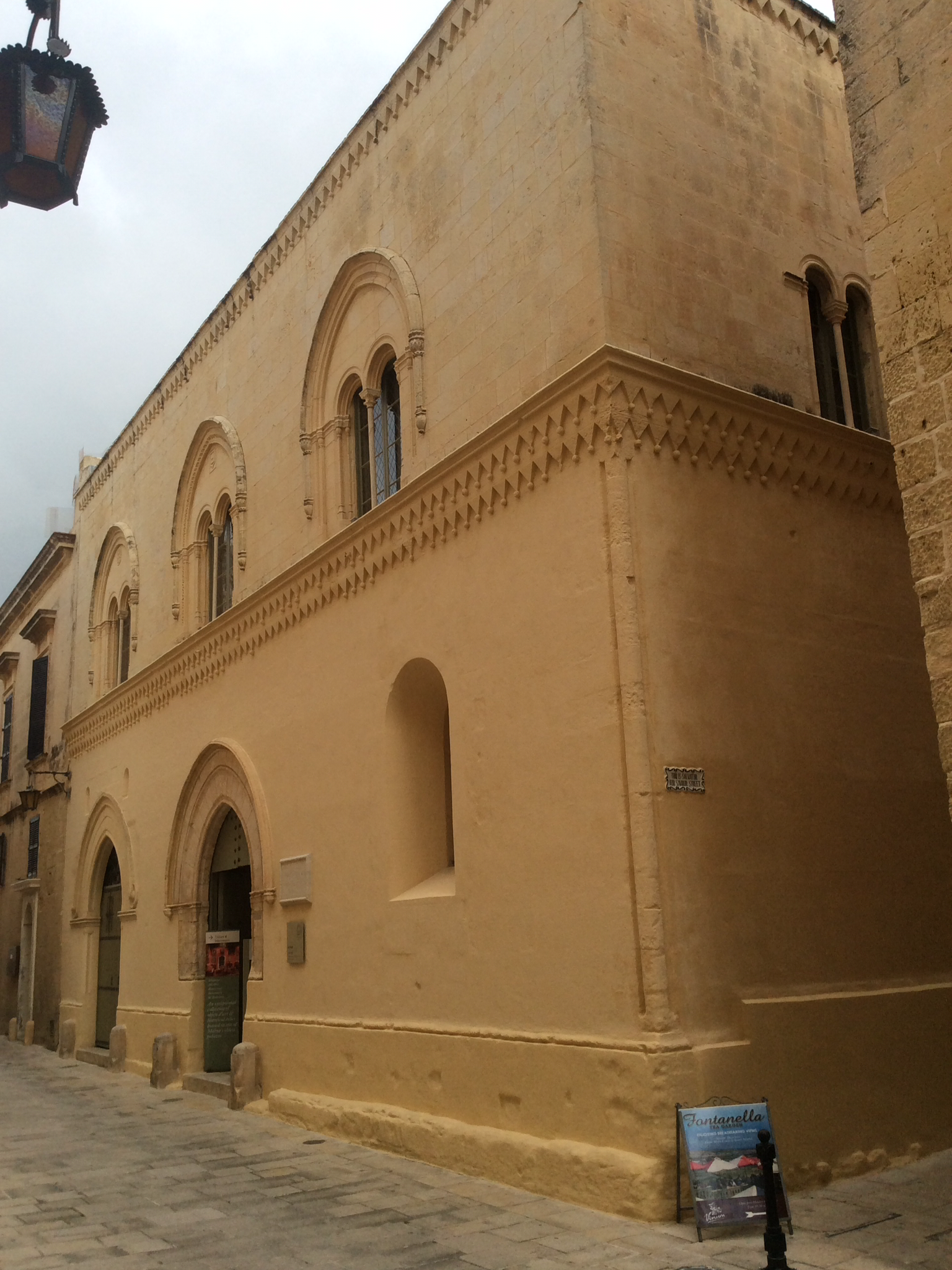
Palais Falson.

### Personnes notables
- Claude de La Sengle (1464-1557), grand maître de Malte, décédé à Mdina.
- Pietru Caxaro (1400-1485), philosophe et poète maltais, né et décédé à Mdina.
- Gasper Grima (en) (1680-1745), philosophe, né à Mdina.
- John Constance Parnis (en) (1695-1735), philosophe, né à Mdina.
- Francesco Saverio Caruana (1759-1847), évêque maltais, décédé à Mdina.
- Maria Adeodata Pisani (1806-1855), abbesse bénédictine du monastère Saint-Pierre de Mdina.

## Sources
- (mt) Alfie Guillaumier, Bliet u Rħula Maltin (Villes et villages maltais), Klabb Kotba Maltin, Malte, 2005.
- (en) Juliet Rix, Malta and Gozo, Brad Travel Guide, Angleterre, 2013.
- Alain Blondy, Malte, Guides Arthaud, coll. Grands voyages, Paris, 1997.